# Zwergsumpfhuhn
Das Zwergsumpfhuhn (Zapornia pusilla, Syn.: Porzana pusilla) ist die kleinste in Europa vorkommende Rallenart. Das Verbreitungsgebiet der Art ist sehr groß und reicht weit über Europa hinaus. Es umfasst mehrere disjunkte Gebiete in Afrika (Süden Afrikas, Madagaskar und Nordafrika) und reicht von Europa bis in den Nordosten und Osten Chinas, lKorea und Japan sowie über Indochina bis nach Neuguinea, Australien und Neuseeland. Dem Aussehen nach ähnelt das Zwergsumpfhuhn dem Kleinen Sumpfhuhn. Es hat jedoch fleischfarbige Beine, eine auffallend schwarze Bänderung an den Flanken und keinen roten Fleck an der Schnabelwurzel.
Es werden insgesamt sechs bis sieben Unterarten unterschieden. In Mitteleuropa ist das Zwergsumpfhuhn ein sehr seltener und nur unregelmäßig brütender Sommervogel.

## Merkmale

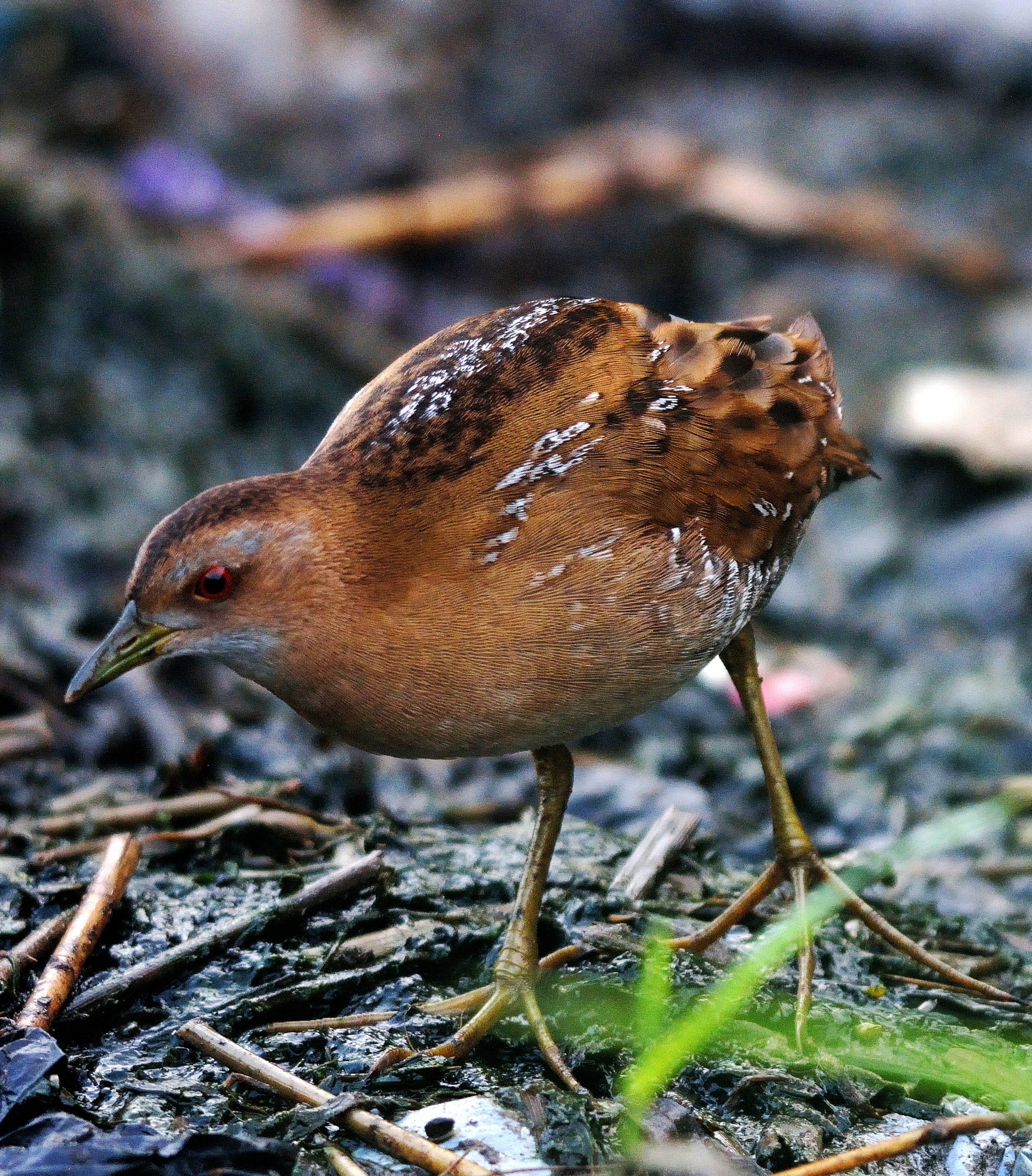
Zwergsumpfhuhn, Indien

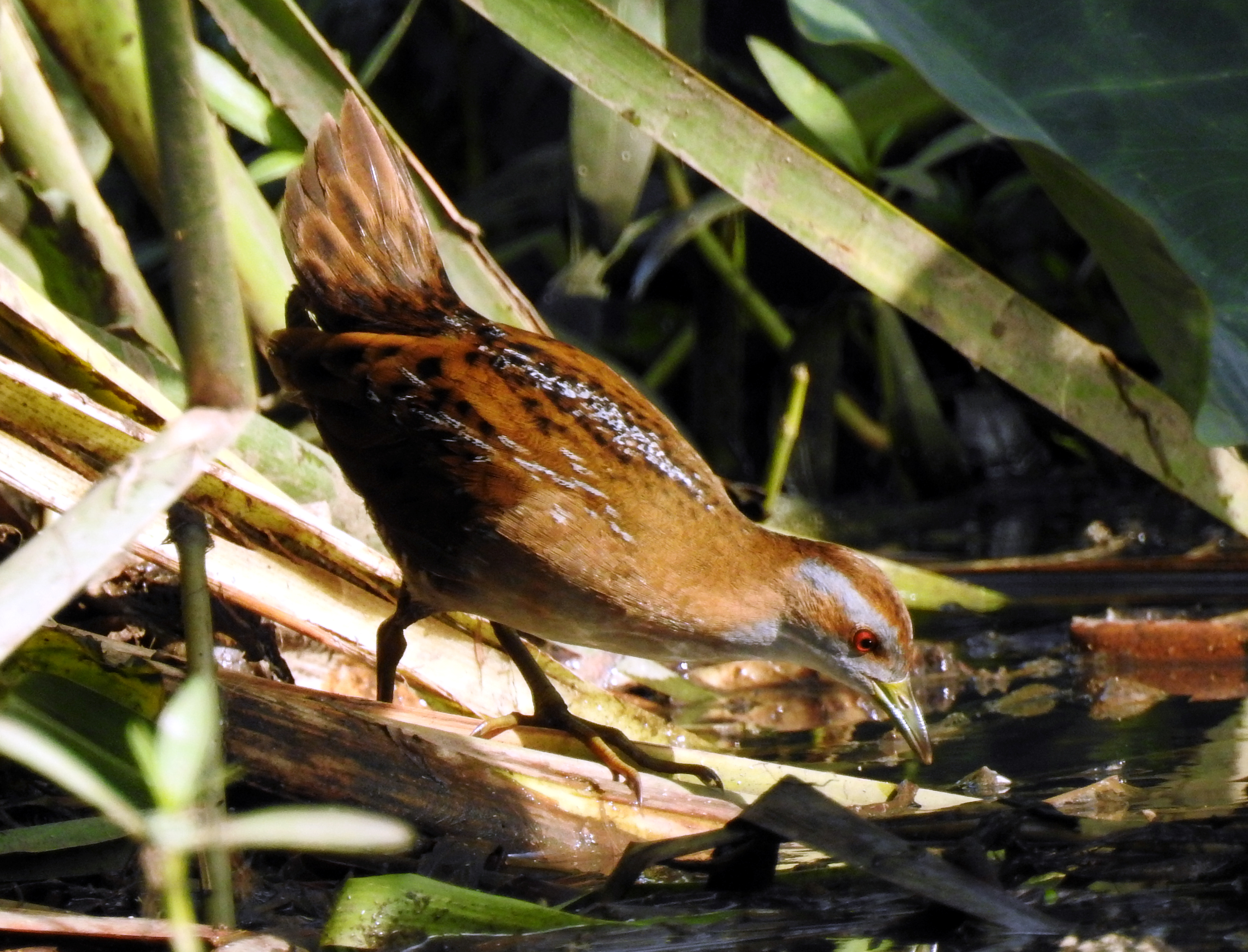
Zwergsumpfhuhn, Indien

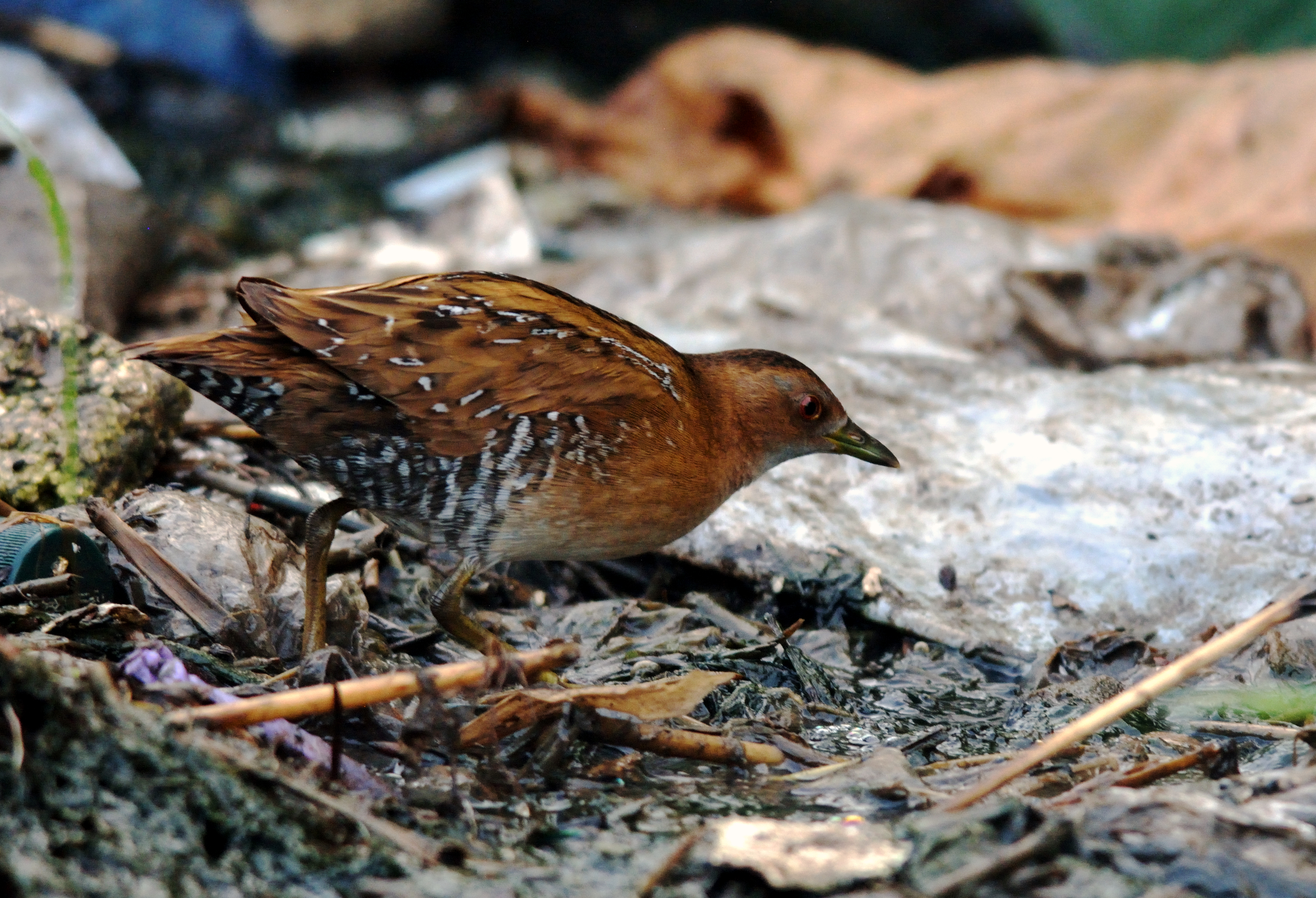
Zwergsumpfhuhn mit deutlich erkennbarer Querbänderung auf der Körperunterseite

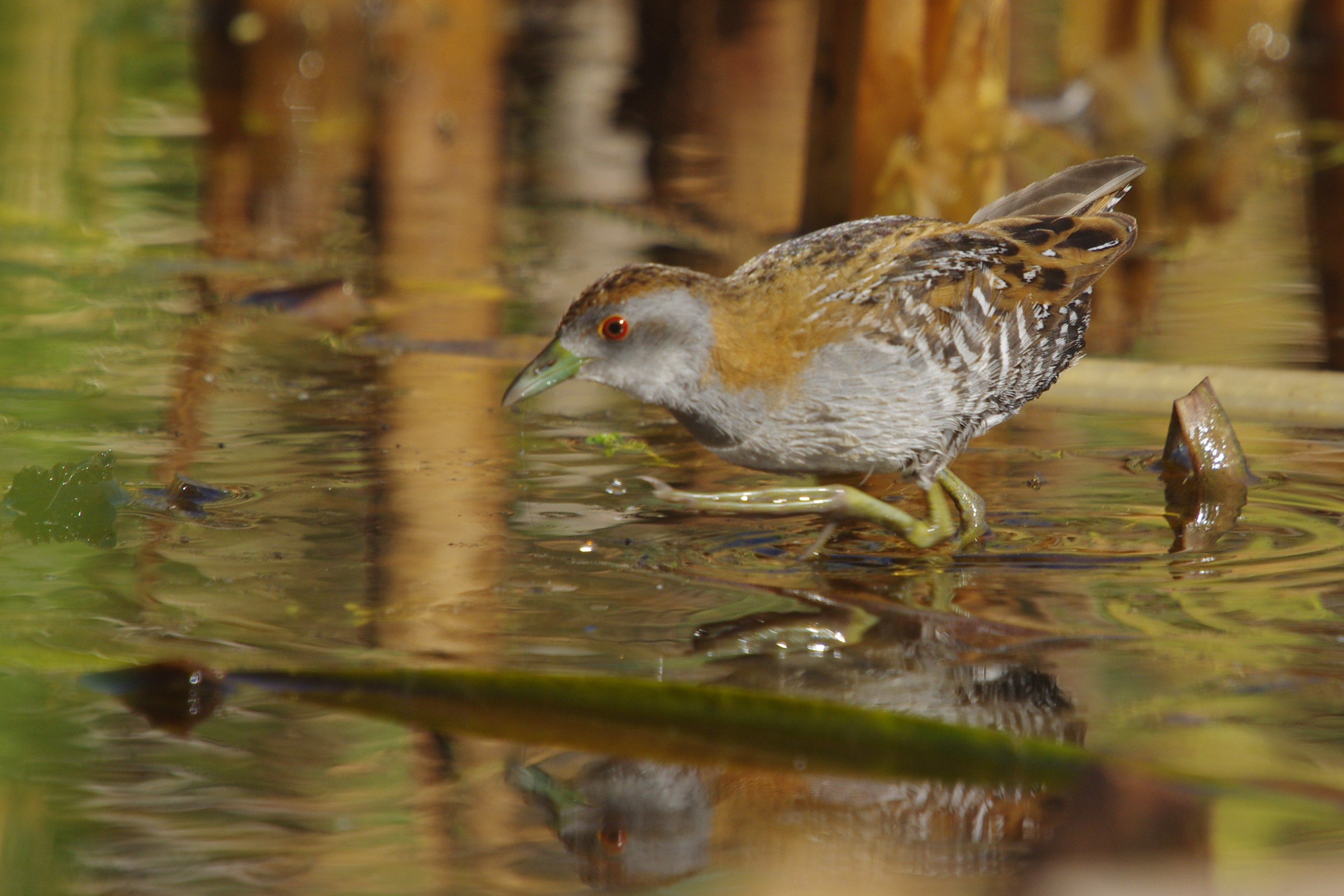
Zwergsumpfhuhn, Westaustralien

### Körpermaße
Das Zwergsumpfhuhn erreicht eine Körperlänge von 17–19 Zentimetern, seine Flügelspannweite beträgt, je nach Unterart 23–35 Zentimeter. Das Männchen kann 23–45 Gramm, das Weibchen 17–55 Gramm schwer werden.

### Männchen
Scheitel, Nacken, Hinterhals und die Mitte der Stirn sind zimtfarben mit diffusen schwarzen Längsstreifen. Der Überaugenstreif, das Gesicht und der vordere Hals sind hellgrau. Einige Individuen haben auch ein aufgehellte Region an Kinn und/oder Kehle. Viele Individuen haben auch zimtfarbene Ohrdecken und Zügel (Region zwischen Schnabelbasis und Auge), einige Individuen haben außerdem einen zimtfarbenen Augenstreif, der von der Schnabelbasis über das Auge bis zu den Ohrdecken laufen. Die übrige Körperoberseite ist zimtbraun mit schwarzen Längsstreifen und weißen Flecken auf Mantel, Flügeldecken und rücken. Das Schwanzgefieder ist zimtbraun und weist keine Farbabzeichen auf.
Auf der Körperunterseite sind die Halsseiten, die Brust und die vorderen Flanken zimtbraun, der Bauch dagegen ist weiß. Die übrigen Flanken, die Schenkel, der Bürzel und die Unterschwanzdecken sind schwarzweiß quergezeichnet, während der Bauch weiß ist. Der Schnabel ist bei den meisten Individuen grünlich mit einem dunkelgrauen Schnabelfirst und einer dunkelgrauen Schnabelspitze. Die Iris ist leuchtend rot. Die Beine und Füße sind olivgrün bis gelblich oliv.

### Weibchen
Das Weibchen ähnelt dem Männchen sehr weitgehend. Die Körperoberseite ist jedoch von einem matteren Braun, der Augenstreif ist weniger ausgebildet, wenn auch die meisten Weibchen einen erkennbaren Augenstreif haben. Die Größe des hellen Kinn- und Kehlflecks variiert individuell stärker.

### Jungvögel
Die Körperoberseite ist wie bei den adulten Vögeln, der Überaugenstreif, das Gesicht und die Halsseiten sind jedoch entweder rotbräunlich, hellgrau oder weißlich. Der Kinn- und Kehlfleck ist weiß, die Halsseiten und der Vorderhals sind dagegen einfarbig rötlich braun. Die Brust ist mitunter noch weiß gefleckt, die Körperseiten, die Flanken und die Schenkel sind grauschwarz quergebändert. Die Unterschwanzdecken sind dagegen wie bei den adulten Vögeln schwarzweiß quergebändert.

## Vorkommen und Lebensraum

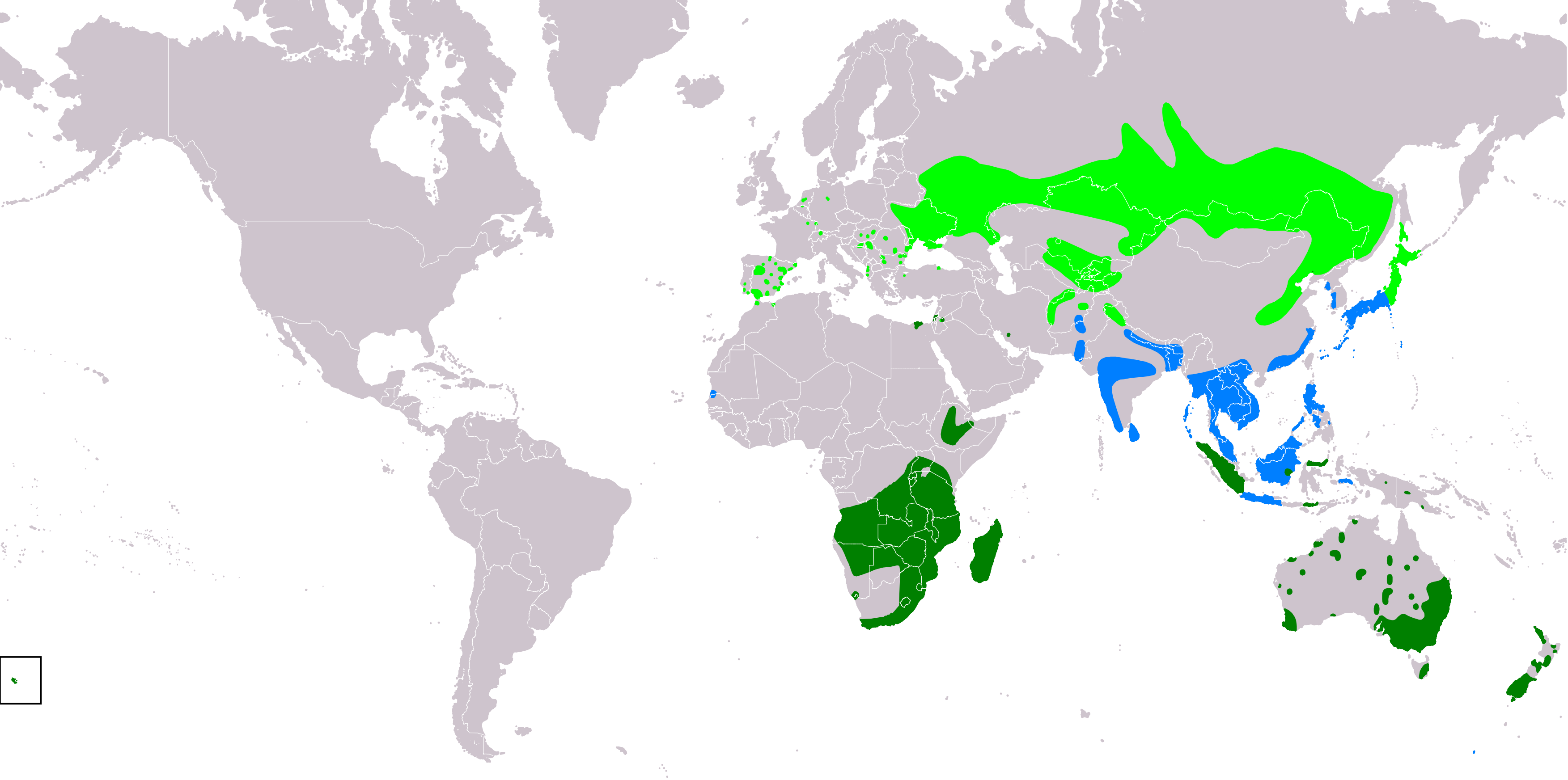
Verbreitung des Zwergsumpfhuhnes:
Brutgebiete
Ganzjähriges Vorkommen
Überwinterungsgebiete

Das stark zergliederte Verbreitungsgebiet umfasst das südliche Afrika, Madagaskar, Nordafrika von Mauretanien bis nach Ägypten, die Ukraine und Russland, den indischen Subkontinent, das südliche Asien inklusive des Nordosten Chinas und Japans, die Wallacea, Australien und Neuseeland. In Europa reicht das Verbreitungsgebiet von der iberischen Halbinsel bis zu den Niederlanden und in östlicher Richtung bis nach Griechenland. In West- und Mitteleuropa kommt das Zwergsumpfhuhn nur unregelmäßig an wenigen Stellen vor. Sie sind Zugvögel und überwintern im Mittelmeerraum. Zum Teil überfliegen sie die Sahara, um im Südlichen Afrika zu überwintern.
In Deutschland gibt es aktuell nur Brutnachweise in Hessen und Mecklenburg. In anderen Bundesländern nur wenige Nachweise. In Westeuropa gibt es einzelne Brutnachweise in Belgien, Frankreich, Niederlande, Österreich, und Schweiz.
Der Lebensraum sind die dicht bewachsene Uferzonen in Feuchtgebieten, an Seen und Fließgewässern. Geeignete Lebensräume weisen häufig auch einen dichten Bestand an Schwimmpflanzen auf. In Neuseeland kommt es auch in Salzmarschen vor.

## Brut und Aufzucht der Jungen

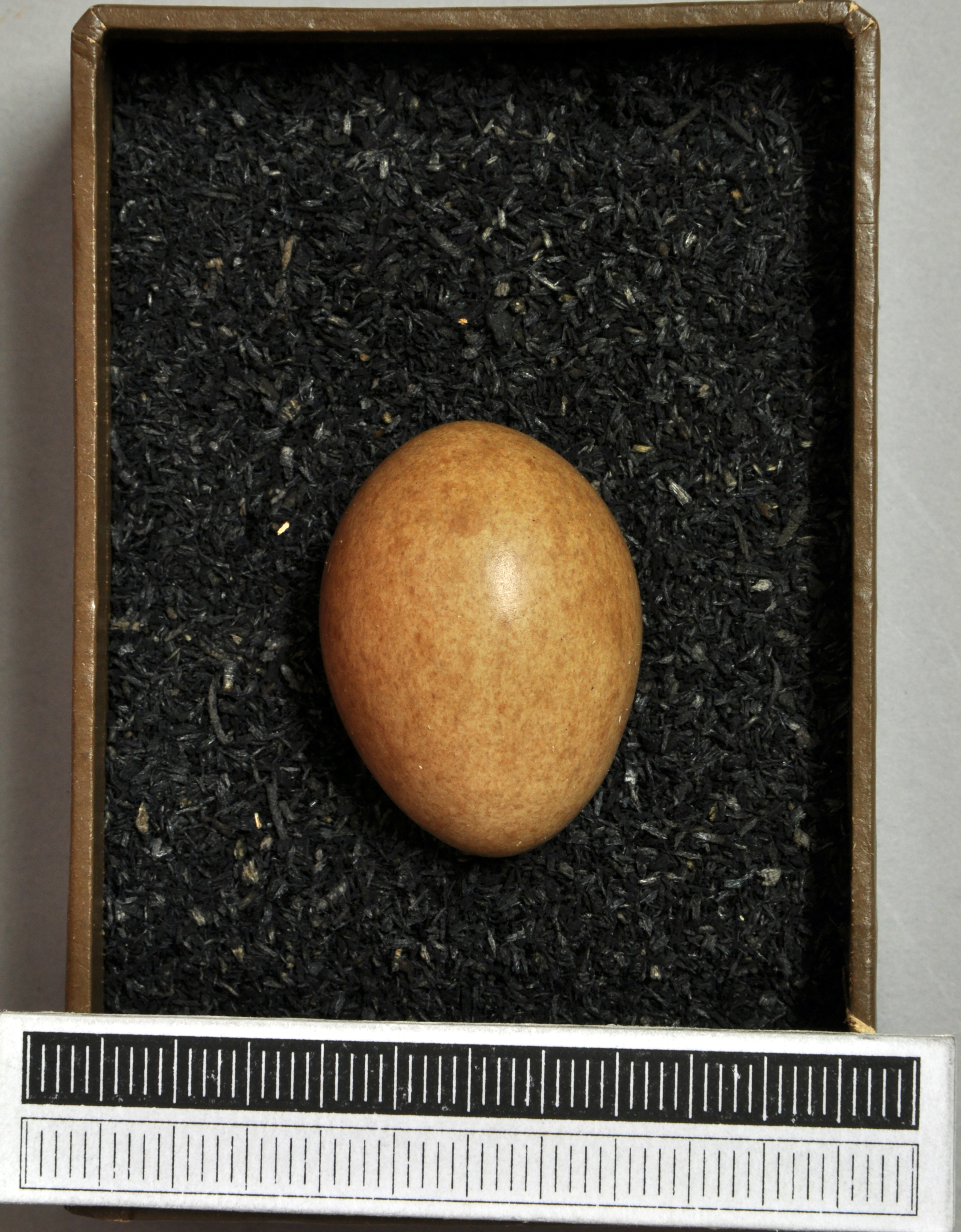
Ei, Sammlung Museum Wiesbaden

Das Zwergsumpfhuhn brütet in der dichten Vegetation von Verlandungsgesellschaftungen und Seggenwiesen. Das Nest wird über Wasser gebaut. Aus den sechs bis neun im Mai oder Juni gelegten Eiern schlüpfen Junge, die mit ca. fünf Wochen fliegen können. Beide Elternteile beteiligen sich am Brutgeschäft.

## Nahrung
Am frühen Morgen und am frühen Abend bis in die Dämmerung jagen sie zum Teil auf Wasserpflanzen stehend nach Insekten und ihren Larven. Sie fressen außerdem auch Samen, Schnecken und Krebstiere. Ihre Beutetiere picken sie meist von den Blättern. Sie sind gute Schwimmer und suchen auch im flachen Wasser stehend nach Nahrung.

## Bestand
Der europäische Gesamtbestand wird auf nur 760 bis 3200 Brutpaare geschätzt. Bestände mit mehr als 50 Brutpaaren gibt es nur in Bulgarien, Kroatien und dem europäischen Teil Russlands. Der mitteleuropäische Bestand wird auf nur zehn bis 60 Brutpaare geschätzt. Der mitteleuropäische Verbreitungsschwerpunkt ist Ungarn mit maximal vierzig Brutpaaren zu Beginn des 21. Jahrhunderts.

## Einzelbelege
1. ↑  Higgins (Hrsg.): Handbook of Australian, New Zealand & Antarctic Birds. Band 2, S. 545.
2. 1 2 3  Higgins (Hrsg.): Handbook of Australian, New Zealand & Antarctic Birds. Band 2, S. 544.
3. ↑  Stefan Stübing, Thomas Sacher: Klein, aber „oho“: Das Vorkommen des Zwergsumpfhuhns „Porzana pusilla“ in Deutschland. Seltene Vögel in Deutschland 2010, 50–57.
4. ↑  Higgins (Hrsg.): Handbook of Australian, New Zealand & Antarctic Birds. Band 2, S. 546.
5. ↑  Bauer et al., S. 401